# Бжесцянка
Бжесцянка (пол. Brześcianka) — село в Польщі, у гміні Більськ-Підляський Більського повіту Підляського воєводства.
Населення — 75 осіб (2011).
У 1975-1998 роках село належало до Білостоцького воєводства.

## Демографія
Демографічна структура станом на 31 березня 2011 року:
|          | Загалом | Допрацездатний вік | Працездатний вік | Постпрацездатний вік |
| -------- | ------- | ------------------ | ---------------- | -------------------- |
| Чоловіки | 45      | 12                 | 28               | 5                    |
| Жінки    | 30      | 5                  | 16               | 9                    |
| Разом    | 75      | 17                 | 44               | 14                   |